# Нова Весь (Новосондецький повіт)
Нова Весь (пол. Nowa Wieś) — лемківське село на Закерзонні, у Польщі, у гміні Лабова Новосондецького повіту Малопольського воєводства.
Населення — 984 особи (2011).

## Розташування
Лежить на берегах річки Кам'яниці, права притока Дунайця в Низьких Бескидах при державній дорозі № 75.

## Історія
В 1600 році Нова Весь відповідно до угоди в переліку 25 гірських сіл перейшла від князів Острозьких до князів Любомирських. У 1795 році споруджена церква Різдва Пресвятої Богородиці.
З листопада 1918 по січень 1920 село входило до складу Лемківської Республіки. В селі були москвофільська читальня імені Качковського і читальня «Просвіти».
До середини XX ст. в регіоні переважало лемківсько-українське населення. У 1939 році з 1250 жителів села — 1240 українців і 10 поляків. До 1945 р. в селі була греко-католицька парафія Мушинського деканату, до якої також належало село Лосє; метричні книги велися з 1784 року.
Після Другої світової війни Лемківщина, попри сподівання лемків на входження в УРСР, була віддана Польщі, а корінне українське населення примусово-добровільно вивозилося в СРСР. Згодом, у період між 1945 і 1947 роками, у цьому районі тривала боротьба між підрозділами УПА та радянським військами. Ті, хто вижив, 1947 року під час Операції Вісла були ув'язнені в концтаборі Явожно або депортовані на понімецькі землі Польщі, натомість заселено поляків. Церкву Різдва Богородиці знищено у 1975 р.
У 1975—1998 роках село належало до Новосондецького воєводства.

## Демографія
Демографічна структура станом на 31 березня 2011 року:
|          | Загалом | Допрацездатний вік | Працездатний вік | Постпрацездатний вік |
| -------- | ------- | ------------------ | ---------------- | -------------------- |
| Чоловіки | 496     | 146                | 322              | 28                   |
| Жінки    | 488     | 138                | 281              | 69                   |
| Разом    | 984     | 284                | 603              | 97                   |

## Пам'ятки
- В селі збереглася давня придорожня каплиця Матері Божої з Дитятком середини XIX ст. (дерев'яна церква Різдва Пр. Богородиці 1795 р. втрачена у повоєнний час).

## Уродженці
- Василь Масцюх — Апостольський Адміністратор Лемківщини.
- Дем'ян Савчак — судовий радник і посол до Галицького сейму.
- Дем'ян Левицький — письменник, автор рукопису «Сборникь духовнихь стиховь и п'Ьсней».